# Mansfield-et-Pontefract
Mansfield-et-Pontefract es un municipio canadiense situado en la provincia de Quebec.

## Superficie
Mansfield-et-Pontefract tiene una superficie de 466,61 km².

## Demografía
En 2021, tenía 2250 habitantes, una densidad poblacional de 4,8 hab./km², y 1074 viviendas.